# 萨拉·亨德肖特
萨拉·亨德肖特（英語：Sara Hendershot，1988年4月27日—）是一名美国女子赛艇运动员。她曾代表美国参加世界赛艇锦标赛，获得一枚金牌。她也曾参加2012年夏季奥林匹克运动会。